# Seznam košarkarskih klubov v Sloveniji
Seznam košarkarskih klubov v Sloveniji.
- Košarkarsko društvo Postojna
- Košarkarsko društvo Slovan
- Košarkarski klub Helios Domžale
- Košarkarski klub Elektra
- Košarkarski klub Koper - mladi
- Košarkarski klub Kraški zidar Sežana
- Košarkarski klub Krka Novo mesto
- Košarkarski klub Plama-pur Ilirska Bistrica
- Košarkarski klub Šentjur
- Košarkarski klub Škofja loka
- Košarkarski klub Union Olimpija
- Košarkarski klub Zagorje
- Košarkarski klub Zlatorog
- Košarkarski klub Triglav Kranj
- Košarkarsko društvo Hopsi Polzela